# Fonction T d'Owen
En mathématiques, la fonction T d'Owen T(h, a), du nom du statisticien Donald Bruce Owen, est définie par
{\displaystyle T(h,a)={\frac {1}{2\pi }}\int _{0}^{a}{\frac {e^{-{\frac {1}{2}}h^{2}(1+x^{2})}}{1+x^{2}}}\,\mathrm {d} x\quad \left(-\infty <h,a<+\infty \right).}

## Applications
La fonction T(h, a) donne la probabilité de l'événement {\displaystyle ((X<h)\cap (0<Y<aX))} où X et Y sont variables aléatoires indépendantes suivant toutes deux une loi normale centrée réduite. La fonction a été introduite par Owen en 1956.
Cette fonction est utilisée pour calculer des probabilités pour des couples de variables normales, et par extension, sur des distributions multinormales.
Des algorithmes de calcul de haute précision pour la fonction T existent.